# Oss mördare emellan
Oss mördare emellan (engelska: The Naked Truth) är en brittisk komedifilm från 1957 i regi av Mario Zampi.

## Handling
Utgivaren av skandaltidningen "The Naked Truth" utpressar sina offer. De svarar med att försöka mörda honom.

## Rollista i urval
- Terry-Thomas - Lord Henry Mayley
- Georgina Cookson - Lady Lucy Mayley
- Peter Sellers - Sonny MacGregor
- Peggy Mount - Flora Ransom
- Shirley Eaton - Melissa Right
- Dennis Price - Nigel Dennis
- Joan Sims - Ethel Ransom
- Miles Malleson - pastor Cedric Bastable
- Kenneth Griffith - vaktmästare
- Bill Edwards - Bill Murphy
- Wally Patch - Fred
- John Stuart - polisinspektör
- Edie Martin - autografjägare
- Ronald Adam - kemist
- Marianne Stone - kvinna